# Cranioleuca gutturata
A Cranioleuca gutturata a madarak (Aves) osztályának verébalakúak (Passeriformes) rendjébe és a fazekasmadár-félék (Furnariidae) családjába tartozó faj.

## Rendszerezése
A fajt Alcide d’Orbigny és Frédéric de Lafresnaye írták le 1838-ban, az Anabates nembe Anabates gutturatus néven. Besorolása vitatott, egyes szervezetek Thripophaga nembe sorolják Thripophaga gutturata néven.

## Előfordulása
Az Amazonas-medencében, Bolívia, Brazília, Ecuador, Francia Guyana, Kolumbia, Peru, Suriname és Venezuela területén honos. Természetes élőhelyei a szubtrópusi és trópusi síkvidéki esőerdők és mocsári erdők, folyók és patakok közelében. Állandó nem vonuló faj.

## Megjelenése
Testhossza 13-15 centiméter, testtömege 13–17 gramm.

## Életmódja
Ízeltlábúakkal táplálkozik.

## Természetvédelmi helyzete
Az elterjedési területe rendkívül nagy, egyedszáma pedig stabil. A Természetvédelmi Világszövetség Vörös listáján nem veszélyeztetett fajként szerepel.